# Carolina Crespi
Carolina Crespi ou Carolina Crespi-Bianchi ou Carolina Bianchi, née en 1790 à Prague, morte à Milan en 1842, est une cantatrice (soprano) italienne qui chante sur les scènes d'opéra de Paris et du nord de l'Italie de 1803 à 1820. 

## Biographie

### Jeunesse
Carolina Crespi naît à Prague, où sa mère, la soprano Luigia Prosperi-Crespi, (1770–1824) chante avec la troupe d'opéra de Domenico Guardasoni. Dans son enfance, elle voyage à travers l'Europe avec sa mère, une soprano qui chante dans les premières représentations de Don Giovanni de Mozart.  

### Carrière de cantatrice
Carolina Crespi fait ses débuts à Barcelone en 1800 avec le rôle d'Elamir dans Axur, re d'Ormus de Salieri. Le rôle d'Atar était interprété par sa mère,.  
Elle apparaît dans des rôles d'adultes en Italie en 1803 au Théâtre d'Angennes à Turin et en 1804 avec sa mère au Teatro de 'Quattro Compadroni à Pavie .  
De 1805 à 1808 Carolina Crespi et sa mère se produisent au Théâtre italien de Paris, où ses rôles comprennent Carolina dans Il matrimonio segreto, Susanna dans Le nozze di Figaro et Eurilla dans L'Erede di Belprato. Elle rencontre à Paris le ténor Eliodoro Bianchi qui se produit également au Théâtre-italien. Ils se marient au début de 1807, après quoi son nom de scène devient Carolina Crespi-Bianchi. En 1809, le couple s'installe en Italie. Ils se produisent ensemble à La Scala pour un nombre de premières mondiales. Ils apparaissent ensemble dans plusieurs autres opéras du nord de l'Italie : au Teatro Grande à Brescia en 1812 pour Gli Amanti alla prova de Caruso, au Teatro della Canobbiana à Milan en 1810 pour Le Trame deluse de Domenico Cimarosa et de nouveau en 1813 pour I Traci Amanti de Cimarosa,. 
Apres sa séparation de son mari, ses apparitions ultérieures prennent place au Teatro Regio de Turin de 1815 à 1818, au Teatro di Cittadella de Reggio Emilia en 1815, au Teatro Re de Milan en 1817 et au Teatro della Concordia de Cremona en 1819,,. 
On sait peu de choses sur ses dernières années. Le musicologue Alan Walker l'identifie comme la « Madame Bianchi » qui a chanté dans un concert à Varsovie en 1825 dans lequel Chopin alors âgé de 15 ans, joua également. Le critique de l'Allgemeine musikalische Zeitung  écrit à propos de cette performance: « Madame Bianchi était une très bonne chanteuse; mais sa voix manque de fraîcheur juvénile. ». Gustav Klemm dans Die Frauen et Gustav Schilling dans le Universal-Lexicon der Tonkunst écrivent qu'en 1842, « Elle vit à Milan, retirée depuis longtemps de la scène mais toujours belle femme. »,,,.

### Réception critique
Fétis décrit Carolina Crespi comme une « prima donna dont la beauté était supérieure à son talent ». Ce n'est pas un point de vue partagé par le critique de la Gazzetta di Genova qui l'a vu se produire en 1810 au Teatro Sant'Agostino de Gênes dans Furbo de contro il furbo de Valentino Fioravanti. Il écrit : « La belle allure de cette nouvelle actrice, sa beauté, sa voix claire, sonore et agile, et son jeu comique dépourvu de trivialité créent une surprise très appréciée du public. » Une critique similaire est faite par la revue Gazzetta Piemontese de la performance de Crespi incarnant Zerlina dans Don Giovanni au Teatro Carignano en 1815,,.

### Vie privée
Carolina Crespi épouse Eliodoro Bianchi à Paris en 1807. Ils apparaissent ensemble dans trois premières mondiales à La Scala. Ils eurent deux enfants, Giuseppina et Angelo qui devinrent tous deux chanteurs. Cependant, leur mariage s'est avéré malheureux. Le couple se sépare finalement et Carolina Crespi part vivre avec sa mère à Milan.    

## Rôles interprétés
Les rôles chantés par Carolina Crespi dans des premières mondiales comprennent : 
- Ernestina dans L'amante prigioniero de Carlo Bugatti, Milan, La Scala, 6 mai 1809
- Clarice dans Le rivali generose de Ercole Paganini, Milan, La Scala, 10 juin 1809
- Donna Erminia dans  La presunzione corretta de Pietro Guglielmi, Milan, La Scala, 19 avril 1813
- Donna Tea dans Piglia il mondo come viene de Giovanni Pacini, Milan, Teatro Re, 28 mai 1817
- Semira dans La difesa di Goa de Raffaele Russo; Turin, Teatro Regio, 17 janvier 1818